# Armando Quezada
Armando Quezada Acharán (Los Ángeles, 9 de febrero de 1873 - Valparaíso, 3 de abril de 1936) fue un abogado, académico y político chileno. Se desempeñó como diputado, senador, ministro de Estado del presidente Juan Luis Sanfuentes, y rector de la Universidad de Chile.

## Biografía

### Primeros años y estudios
Sus padres fueron José del Carmen Quezada del Río y Mercedes Acharán de la Fuente.
Estudió humanidades en el Liceo de Chillán y en el Instituto Nacional. Posteriormente ingresó a la carrera de Leyes en la Universidad de Chile y se tituló de abogado en 1893.
Se casó con Lucila García Buquet y tuvieron tres hijos.

### Carrera profesional y académica
En 1888 ingresó a la administración pública, como oficial del Ministerio de Hacienda y llegó a oficial 1.º. En 1891 obtuvo por concurso el nombramiento de taquígrafo de la Cámara de Diputados y ascendió hasta redactor de sesiones, cargo al que renunció en 1909, cuando fue elegido diputado.
El 5 de noviembre de 1901 fue favorecido con el cargo de profesor de Economía Política de la Universidad del Estado, habiéndolo sido antes, en 1897, en carácter de extraordinario. Desempeñó con tal erudición y brillo la mencionada asignatura, que la facultad respectiva del Consejo de Instrucción Pública lo favoreció con una altísima designación que honró a la Facultad, al Consejo y a la Enseñanza Pública del Estado.
Como periodista en El Sur de Concepción, tocó en las editoriales todos los puntos capitales que absorbieron la preocupación de los poderes públicos, convenciendo, tanto su maestría de estilo como el conocimiento revelador de la cosa pública y basado en los intereses del país.
Fue director y después secretario de la Sociedad de Fomento Fabril (SOFOFA), desde 1901 a 1918. También fue miembro de la Masonería de Chile, elegido Serenísimo Gran Maestre en 1930; secretario y director de la Liga de Estudiantes Pobres; socio del Club de La Unión, socio del Club de Septiembre.
Fue condecorado como Comendador de la Legión de Honor, Orden de la Corona de Bélgica.

### Masonería
Fue iniciado en la R. L. Estrella de Chile N.º 17, de Santiago, el 16 de julio de 1894. Afiliado a Justicia y Libertad Nº 5, el 29 de mayo de 1900. En varias oportunidades ocupó el cargo de Orador hasta que en 1907 fue elegido Venerable Maestro.
En 1924, representó a la Gran Logia de Chile en el Congreso Masónico celebrado en Ginebra. Designado miembro del Consejo del Gran Maestro en mayo de 1929. Entre 1925 y 1931 ocupó el cargo de Soberano Gran Comendador del Supremo Consejo del Grado XXXIII para Chile.
El 8 de junio de 1930 la Asamblea de la Gran Logia de Chile lo elevó al cargo de Gran Maestro, puesto al que renunció por cambio de residencia, en enero de 1931, al establecerse en Valparaíso, tras ser nombrado Superintendente de la Universidad Técnica Federico Santa María. Durante su breve gobierno simbólico, le correspondió aplicar la nueva Constitución Masónica.

## Carrera política y pública

### Diputado
En 1905 firmó los registros radicales y comenzó su carrera política. En las convenciones del radicalismo triunfó con la profundidad de sus conocimientos en los difíciles problemas sociales de la época y que preocuparon a los legisladores, tratando esta materia con reflexiones y gran interés civilizador. Fue miembro de la Comisión que redactó las conclusiones de la Convención del Partido Radical; miembro de la Junta Central; vicepresidente de la Asamblea. Fue un gran representante del radicalismo. 
Fue al Congreso por primera vez, electo diputado por Santiago, período 1909-1912; fue segundo vicepresidente de la Cámara, el 24 de enero  al 30 de abril de 1912; y fue diputado reemplazante en la Comisión Permanente de Hacienda.
Reelecto diputado por Santiago, período 1912-1915; fue diputado reemplazante en la Comisión Permanente de Instrucción Pública; e integró la Comisión Permanente de Hacienda; y la de Policía Interior. Miembro de la Comisión Conservadora para el receso 1914-1915. 
Reelecto nuevamente diputado por Santiago, período 1915-1918. Fue miembro de la Comisión Conservadora para el receso 1915-1916.
Como diputado, tomó parte activa en todos los debates de interés público, en defensa de la instrucción del Estado y en las discusiones de carácter doctrinario en que tuvo que sostener los ideales de su partido y sus propias aspiraciones de legislador; también tomó parte en los debates económicos, poniendo a prueba su versación en tan arduos problemas de gobierno.

### Ministro de Sanfuentes
En 1916 fue nombrado ministro de Hacienda, en el gobierno de Juan Luis Sanfuentes Andonaegui, cargo que desempeñó durante diferentes periodos en los años 1916-1917; primero, desde el 8 de enero hasta el 1 de julio de 1916; luego, entre el 14 de julio de 1917, y el 12 de octubre del mismo año. 
Como tal, presidió la Comisión Chilena que fue a Buenos Aires y concurrió a la Conferencia Financiera Panamericana. Durante su ministerio, despachó la reforma a la ley de alcoholes; obtuvo la contratación de un empréstito interno que reorganizó y equilibró la situación fiscal. Promulgó la ley sobre contribución de haberes, primer paso hacia la legislación sobre impuesto a la renta; preparó el advenimiento de la Dirección de Impuestos Internos. Realizó la operación para sacar de Alemania, y trasladar a Estados Unidos los fondos de conversión.
Fue ministro subrogante de Industria, Obras Públicas y Ferrocarriles, en un periodo de 1918.
Durante el mismo gobierno, fue nombrado ministro de Interior, el 25 de noviembre de 1918, cargo que sirvió hasta el 16 de abril de 1919.

### Senador y otros cargos
En 1918 fue elegido senador por Santiago, por el periodo 1918-1924. Integró la Comisión Permanente de Presupuestos; y la de Guerra y Marina; y fue senador reemplazante en la de Agricultura, Industria y Ferrocarriles y en la de Hacienda y Empréstitos Municipales; miembro de la Comisión Conservadora para el receso 1919-1920; 1921-1922.
En 1922 fue designado embajador de Chile y ministro plenipotenciario en Francia, el 26 de junio de dicho año; se incorporó en su reemplazo, don Ismael Tocornal Tocornal.
Fue rector de la Universidad de Chile, en los años 1929-1930.
Fue rector de la Universidad Técnica Federico Santa María, en los años 1935-1936.